# La Chronique de Grieshuus
Pour plus de détails, voir Fiche technique et Distribution.
La Chronique de Grieshuus (Zur Chronik von Grieshuus) est un film allemand réalisé par Arthur von Gerlach, sorti en 1925.

## Fiche technique
- Titre original : Zur Chronik von Grieshuus
- Titre français : La Chronique de Grieshuus
- Réalisation : Arthur von Gerlach
- Scénario : Thea von Harbou d'après le roman de Theodor Storm
- Musique : Gottfried Huppertz
- Production : Erich Pommer
- Pays d'origine : République de Weimar
- Format : Noir et blanc - 1,33:1 - Film muet
- Genre : drame
- Durée : 110 minutes
- Date de sortie : 1925

## Distribution
- Arthur Kraußneck (en) : Burgherr von Grieshuus
- Paul Hartmann : Junker Hinrich
- Rudolf Forster : Junker Detlef
- Gertrude Welcker : Gesine
- Rudolf Rittner : Owe Heiken
- Lil Dagover : Bärbe
- Gertrud Arnold (de) : Matte
- Hans Peter Peterhans : Enzio
- Christian Bummerstedt (de) : Christoph
- Josef Peterhans
- Ernst Gronau (en)
- Hermann Leffler (en)